# Robin Schulz
Robin Alexander Schulz (Osnabrück, Alemanya, 28 d'abril de 1987) és un DJ i productor alemany de música electrònica. És conegut pel seu remix de la cançó Waves de l'artista neerlandès Mr. Probz, el 2014. El seu remix de Prayer in C de Lily Wood and the Prick tingué el mateix èxit.

## Discografia
Àlbums
Àlbums d'estudi
- Sugar (2015)
- Uncovered (2017)

Àlbums de remixos
- Prayer (2014)

Senzills
- 2012: Rain
- 2012: Feeling
- 2012: To You
- 2013: Stone
- 2013: Same
- 2014: Willst Du (Robin Schulz & Alligatoah)
- 2014: Sun Goes Down (amb Jasmine Thompson)
- 2015: Headlights (amb Ilsey)
- 2015: Sugar (amb Francesco Yates)
- 2015: Show Me Love (amb J.U.D.G.E.)
- 2016: Heatwave (amb Akon)
- 2016: Shed a Light (Robin Schulz & David Guetta feat. Cheat Codes)
- 2017: OK (amb James Blunt)
- 2017: I Believe I'm Fine (amb HUGEL)
- 2017: Unforgettable (amb Marc Scibilia)
- 2018: Oh Child
- 2018: Speechless (amb Erika Sirola)
- 2019: All This Love (amb Harlœ)

Remescles
2012:
- Toben – My Life

2013:
- Johnny Belinda – Activate Child
- Lights – Lexer
- David K feat. Yo-C – In Love
- Mowe – Blauer Tag
- KlangTherapeuten – Perlentaucher
- Parra for Cuva feat. Anna Naklab – Swept Away
- I am Frost – The Village
- Mr. Probz – Waves
- Faul & Wad Ad – Changes

2014:
- Lilly Wood & the Prick – Prayer in C
- Clean Bandit feat. Jess Glynne – Rather Be
- Coldplay – A Sky Full of Stars
- David Guetta amb Sam Martin – Dangerous

2015:
- Axwell i Ingrosso – Something New
- Paul Kalkbrenner – Feed Your Head

2016:
- A R I Z O N A – I Was Wrong
- Gnash feat. Olivia O'Brien – I Hate U, I Love U

2017:
- David Guetta amb Justin Bieber – 2U
- Dimitri Vegas & Like Mike & David Guetta feat. Kiiara – Complicated
- Ed Sheeran – Perfect
- CamelPhat amb Elderbrook – Cola

2018:
- Lauv – Chasing Fire
- David Guetta amb Sia – Flames
- Bebe Rexha – I'm a Mess

2019:
- Emin – Let Me Go
- Calvin Harris amb Rag'n'Bone Man – Giant
- Maître Gims amb Maluma – Hola Señorita
- LUM!X amb Gabry Ponte – Monster